# Richa Adhia
Richa Maria Adhia (nacida en 1988) es una actriz, modelo y reina de belleza, reconocida por haber ganado los concursos Miss Earth Tanzania 2006 y Miss Tanzania 2007. Representó a su país Tanzania en los certámenes Miss Tierra 2006 en Filipinas y Miss Mundo 2007 en China. Hasta el momento sigue siendo la única concursante de belleza de Tanzania que ha representado a su país en los dos concursos internacionales. En 2010 también fue elegida para representar a su país en el concurso Miss India Worldwide. Como actriz ha participado en películas tanzanas como Full Moon y Zamora.

## Miss Tierra Tanzania 2006
Adhia ganó el concurso Miss Tierra Tanzania 2006 y representó a Tanzania en Miss Tierra 2006 en Filipinas, donde fue inicialmente ubicada entre las concursantes más fuertes de África, después de haber sido seleccionada entre las 15 mejores concursantes de trajes de baño. Sin embargo, no pudo alcanzar las fases finales.

## Miss Tanzania 2007
Un año después, Adhia ganó el certamen Miss Kinondoni 2007, tras lo cual pudo participar en Miss Tanzania 2007, donde también se consagró ganadora. Hubo una controversia sobre su victoria debido a su raza, ya que era de origen étnico indio. Sin embargo, a pesar de las reacciones diversas, Richa participó en el concurso Miss Mundo 2007 en la República Popular China el mismo año y se convirtió en la primera participante de ascendencia asiática en representar a un país africano en el concurso de Miss Mundo.

## Miss India Worldwide 2010
El 6 de marzo de 2010, Richa fue escogida para representar a Tanzania en Miss India Worldwide 2010. El concurso se celebró en Durban, Sudáfrica, donde finalizó en el Top 10.

## Actuación
Richa ha participado en las siguientes producciones cinematográficas en Tanzania:
| Año  | Título    |
| ---- | --------- |
| 2009 | Full Moon |
| 2012 | Zamora    |